# Grégoire Jacq
Grégoire Jacq (* 9. listopadu 1992 Clermont-Ferrand) je francouzský profesionální tenista hrající levou rukou, deblový specialista. Na challengerech ATP a okruhu ITF získal pět titulů ve dvouhře a třicet ve čtyřhře.
Na žebříčku ATP byl ve dvouhře nejvýše klasifikován v říjnu 2018 na 332. místě a ve čtyřhře v únoru 2025 na 59. místě. Trénuje ho Valentin Sansonetti.

## Tenisová kariéra
Do grandslamu poprvé zasáhl díky divoké kartě v deblu French Open 2017. S Hugem Nysem však nenašli recept na Němce Jana-Lennarda Struffa a Mischu Zvereva, přestože získali úvodní set. V následujícím ročníku pařížského majoru 2018 dohrál s Benjaminem Bonzim ve druhé fázi. Na okruhu ATP Tour pak mimo grandslam debutoval květnovou čtyřhrou Lyon Open 2019, do níž s krajanem Antoinem Hoangem obdrželi divokou kartu. Časnou porážku jim přivodil nejvýše nasazený pár složený z Jihoafričana Ravena Klaasena a Novozélanďana Michaela Venuse. Druhý turnaj na okruhu odehrál až po pěti letech, na únorovém Open 13 Provence 2024 v Marseille, po boku Pierra-Huguese Herberta na divokou kartu. V úvodu je vyřadily turnajové dvojky Harri Heliövaara s Johnem Peersem.
První vítězný zápas na túře ATP zaznamenal na antukovém Estoril Open 2024 poté, co s Francouzem Danem Addedem zvládli vstup do soutěže proti zástupcům německého tenisu, Constantinu Frantzenovi a Hendriku Jebensovi. Ve čtvrtfinále nestačili na druhé nasazené Francouze, Sadia Doumbiu s Fabienem Reboulem. Kariérní maximum vylepšil na červencovém Nordea Open 2024, kde s krajanem Manuelem Guinardem prošel do prvního semifinále i finále. V souboji o titul na båstadské antuce však podlehli třetím nasazeným Brazilcům, Orlandu Luzovi a Rafaelu Matosovi. O týden později postoupili znovu do finále, na umagském Croatia Open 2024. Závěrečný duel tentokrát ztratili s turnajovými čtyřkami Argentincem Guidem Andreozzim a Mexičanem Miguelem Ángelem Reyesem-Varelou.

## Finále na okruhu ATP Tour

### Čtyřhra: 2 (0–2)
| Legenda                   |
| ------------------------- |
| Grand Slam (0)            |
| Turnaj mistrů (0)         |
| ATP Tour Masters 1000 (0) |
| ATP Tour 500 (0)          |
| ATP Tour 250 (0–2)        |

| Stav      | č. | datum         | turnaj           | kategorie | povrch | spoluhráč      | soupeři ve finále                         | výsledek |
| --------- | -- | ------------- | ---------------- | --------- | ------ | -------------- | ----------------------------------------- | -------- |
| Finalista | 1. | červenec 2024 | Båstad, Švédsko  | ATP 250   | antuka | Manuel Guinard | Orlando Luz Rafael Matos                  | 5–7, 4–6 |
| Finalista | 2. | červenec 2024 | Umag, Chorvatsko | ATP 250   | antuka | Manuel Guinard | Guido Andreozzi Miguel Ángel Reyes-Varela | 4–6, 2–6 |

## Tituly na challengerech ATP

### Čtyřhra (11 titulů)
| Legenda          |
| ---------------- |
| Challengery (11) |

| Č.  | datum         | turnaj                 | okruh      | povrch | spoluhráč      | poražení finalisté                    | výsledek          |
| --- | ------------- | ---------------------- | ---------- | ------ | -------------- | ------------------------------------- | ----------------- |
| 1.  | červen 2023   | Lyon, Francie          | Challenger | antuka | Manuel Guinard | Constantin Frantzen Hendrik Jebens    | 6–4, 2–6, [10–7]  |
| 2.  | červen 2023   | Blois, Francie         | Challenger | antuka | Dan Added      | Théo Arribagé Luca Sanchez            | 6–4, 6–4          |
| 3.  | červenec 2023 | Troyes, Francie        | Challenger | antuka | Manuel Guinard | Álvaro López San Martín Daniel Rincón | bez boje          |
| 4.  | červenec 2023 | Amersfoort, Nizozemsko | Challenger | antuka | Manuel Guinard | Mats Hermans Sander Jong              | 6–4, 6–4          |
| 5.  | srpen 2023    | Meerbusch, Německo     | Challenger | antuka | Manuel Guinard | Fernando Romboli Marcelo Zormann      | 7–5, 7–6          |
| 6.  | leden 2024    | Nonthaburi, Thajsko    | Challenger | tvrdý  | Manuel Guinard | Francis Casey Alcantara Sun Fa-ťing   | 6–4, 7–6(8–6)     |
| 7.  | březen 2024   | Zadar, Chorvatsko      | Challenger | antuka | Manuel Guinard | Roman Jebavý Zdeněk Kolář             | 6–4, 6–4          |
| 8.  | červen 2024   | Lyon, Francie          | Challenger | antuka | Manuel Guinard | Markos Kalovelonis Vladyslav Orlov    | 4–7, 6–3, [10–6]  |
| 9.  | červenec 2024 | Salcburk, Rakousko     | Challenger | antuka | Manuel Guinard | Petr Nouza Patrik Rikl                | 2–6, 6–3, [14–12] |
| 10. | září 2024     | Rennes, Francie        | Challenger | antuka | Sander Arends  | Antoine Escoffier Joshua Paris        | 6–4, 6–2          |
| 11. | březen 2025   | Murcia, Španělsko      | Challenger | antuka | Orlando Luz    | Jesper de Jong Mats Hermans           | 6–4, 6–4          |